# منحنى الدوران المحوري

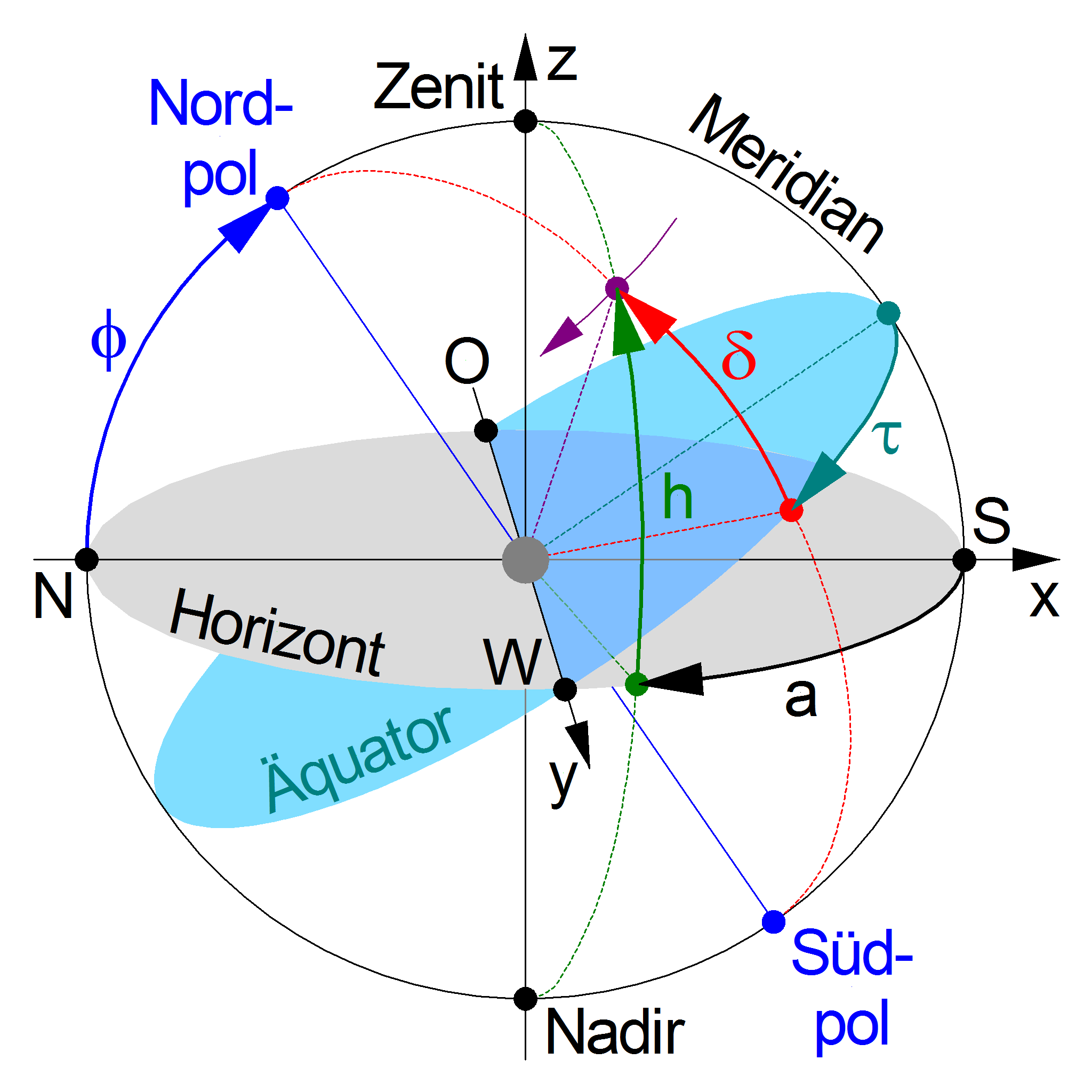

تفرض تفاصيل الجسم الدوار قيودًا على حركة مقدار السرعة الزاوية، ω. ويعرف المنحنى الناتج عن مقدار السرعة الزاوية في الجمود الإهليجي باسم منحنى الدوران المحوري (polhode) وهي كلمة مصوغة من المعنى اليوناني «مسار القطب». ويطلق على السطح الناتج عن مقدار السرعة الزاوية مصطلح المجسم المخروطي.

## نبذة تاريخية
يعود تاريخ مفهوم حركة محنى الدوران المحوري إلى القرن السابع عشر، واللازمة 21 للمسألة 66 في القسم 11، المجلد 1 من 
مبادئ إسحاق نيوتن. وفيما بعد اشتق ليونهارت أويلر (Leonhard Euler) مجموعة معادلات تصف ديناميكيات الجسم الجاسئ أثناء الحركة الحرة لعزم الدوران. وعلى وجه الخصوص لاحظ أويلر ومعاصروه لورن دالمبير (Jean d’Alembert)، لوي لاغرانج (Louis Lagrange)، وآخرون تغيرات بسيطة في العرض الجغرافي بسبب ترجح الأرض حول محور تدويم القطب. كان السبب وراء جزء من هذا الترجح (الذي أُطلق عليه فيما بعد حركة ترجح محور الأرض) عزم الدوران وهو عبارة عن حركة غير مقيدة للأرض أثناء دورانها. وبناءً على الافتراض غير الصحيح بأن الأرض جسم صلب بالكامل، قدروا حساب فترة حركة ترجح محور الأرض بحوالي 9–10 شهور.
في منتصف القرن التاسع عشر طور لوي بوينسو (Louis Poinsot) التفسير الهندسي الرياضي لطبيعة دوران الأجسام التي توفر نظيرًا مرئيًا لمعادلات أويلر الجبرية. كان بوينسو أحد معاصري ليون فوكو (Léon Foucault) مخترع الجيروسكوب والذي قدمت تجارب البندول التي أجراها أدلة دامغة على دوران الأرض. وبطريقة معاصرة صاغ بوينسو المصطلحين؛ وهما منحنى الدوران المحوري ونظيره منحنى سرعة الدوران المحورية والذي يصف هذا الترجح في حركة الأجسام الصلبة الدوارة. اشتق بوينسو هذه المصطلحات من اليونانية القديمة πόλος (والتي تعني المحور أو نهاية المحور) + ὁδός (والتي تعني مسار أو طريق)— وبهذا تعني كلمة polhode مسار القطب.
وكان تفسير بوينسو الهندسي الرياضي لحركة منحنى الدوران المحوري لا تزال تعتمد على الافتراض غير الصحيح بأن الأرض عبارة عن جسم صلب دوار. وحتى عام 1891 لم يكن قد أجرى عالم الفلك الأمريكي سيث كارلو تشاندلر (Seth Carlo Chandler) قياسات تظهر الحركة الدورية لأربعة عشر شهرًا أثناء ترجح الأرض ويفترض أن ذلك هو حركة ترجح المحور. وقد استُبعد القياس التقويمي الذي يُعرف الآن باسم “ترجح تشاندلر” مبدئيًا لأنه كان أكبر كثيرًا من طول الفترة المقبولة البالغة 9-10 شهور التي حسبها أويلر وبوينسو وآخرون ونظرًا أيضًا إلى عدم قدرة تشاندلر على توضيح هذا التضارب بطريقة مقنعة. ولكن خلال شهور أدرك عالم فلك أمريكي آخر يُدعى سايمون نيوكومب (Simon Newcomb) أن تشاندلر كان على حق واستطاع أن يقدم سببًا منطقيًا يدعم قياسات تشاندلر. أدرك نيوكومب أن كتلة الأرض صلبة جزئيًا ومرنة جزئيًا وأن المكون المرن ليس له تأثير على فترة ترجح محور دوران الأرض لأن الجزء المرن من كتلة الأرض يتمدد بحيث يصبح دائمًا متناظرًا حول محور تدويم الأرض. لا يوزَّع الجزء الصلب من كتلة الأرض بطريقة تناظرية وهذا هو سبب ترجح تشاندلر أو بصورة أدق مسار ترجح محور الأرض.

## الوصف
لكل جسم صلب بطبيعة الحال ثلاثة محاور أساسية عبر مركز الثقل ولكل محور من هذ المحاور الثلاثة عزم عطالة مناظر. وعزم العطالة لمحور ما هو قياس درجة صعوبة إسراع الجسم في دورانه حول هذا المحور. كلما زاد تركيز الكتلة على المحور، قل عزم الدوران المطلوب لجعلها تدور بنفس المعدل حول هذا المحور.
يعتمد عزم عطالة الجسم على توزيع كتلة الجسم وعلى المحور المحدد دون سبب والذي يحدَّد عزم العطالة بالدوران حوله. عزم عطالة الدوران حول اثنين من المحاور الأساسية هو قيم عزم العطالة القصوى والدنيا لعطالة الجسم حول أي محور. ويتعامد المحور الثالث على المحورين الآخرين ويقدَّر عزم عطالته في نقطة ما بين القيمتين القصوى والدنيا.
إذا تبددت الطاقة أثناء دوران الجسم، يؤدي ذلك بحركة منحنى الدوران المحوري حول محور العزم الأقصى (ويسمى أيضًا المحور الأساسي الأقصى) إلى التخميد أو الاستقرار بحيث يصبح مسار الدوران المحوري المحور قطعًا ناقصًا أو دائرة تتمادى في الصغر تنتهي على المحور.
لا يكون الجسم مستقرًا أثناء دورانه حول المحور الأساسي المتوسط وتؤدي الطاقة المتبددة إلى بدء انتقال ترجح محور الدوران إلى محور الجسم ذي أقصى عطالة. وتسمى نقطة الانتقال بين محورين ثابتين الفجوة الفاصلة والتي تمر بها السرعة الزاوية عبر محور العطالة المتوسطة.
الدوران حول محور العطالة الدنيا (ويسمى أيضًا المحور الأساسي الأدنى) يكون مستقرًا أيضًا ولكن أية اختلالات تحدث نتيجة تبديد الطاقة أو قوى عزم الدوران، بتوفر الوقت الكافي تؤدي إلى تمدد مسار ترجح المحور في قطاعات ناقصة ودوائر أكبر وينتقل في نهاية الأمر عبر الفجوة الفاصلة ومحور العطالة المتوسطة إلى محور العطالة القصوى.
من المهم ملاحظة أن هذه التغيرات في توجيه الجسم أثناء دورانه قد لا تكون بسبب قوى عزم الدوران الخارجي وإنما بسبب الطاقة المبددة داخليًا أثناء دوران الجسم. حتى وإن كان العزم الزاوي منحفظ (في حالة عدم وجود قوى عزم دوران خارجية)، يمكن أن تبدد الطاقة الداخلية أثناء الدوران إذا لم يكن الجسم صلبًا بالكامل ويستمر أي جسم دوار في تغيير توجهه حتى يستقر حول محور العطالة القصوى حيث تكون كمية الطاقة المناظرة للعزم الزاوي في أدنى حد لها.